# Nelsonioideae
Nelsonioideae es una subfamilia de Acanthaceae que tiene los siguientes géneros:

## Géneros
- Anisosepalum - Elytraria - Gynocraterium - Nelsonia - Ophiorrhiziphyllon - Saintpauliopsis - Staurogyne